# Estádio Universitário Pedro Pedrossian
Estádio Universitário Pedro Pedrossian (zwany także Morenão) – stadion wielofunkcyjny w Campo Grande, Mato Grosso do Sul, Brazylia, na którym swoje mecze rozgrywa klub Operário i Esporte Clube Comercial. Stadion leży na terenie miejscowego uniwersytetu.